# Yves Guyot

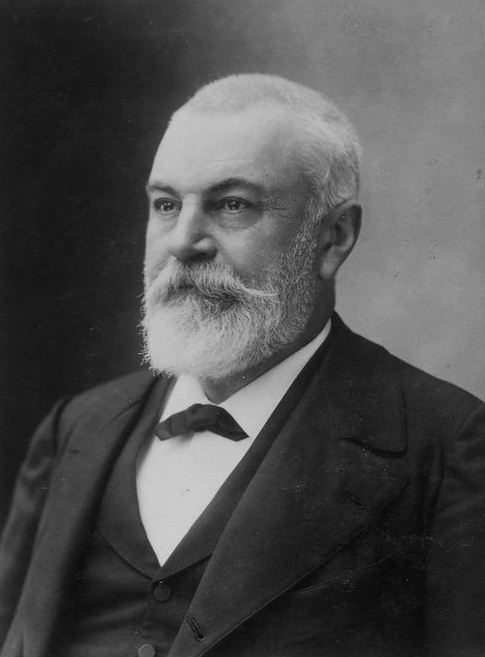
Yves Guyot

Yves Guyot (* 6. September 1843 in Dinan; † 22. Februar 1928 in Paris) war ein französischer Politiker, Journalist und Schriftsteller der Dritten Republik.

## Leben

### Familie und Anfänge
Yves Guyot war der Sohn von Prosper Guyot, Rechtsanwalt in Rennes, und Héloïse Daubes. Nach dem Besuch des Gymnasiums in Rennes und einem Abschluss in Rechtswissenschaften ließ er sich 1864 in Paris nieder, wo er sich vor allem der Luftfahrt widmete: Er war Redaktionssekretär der von Nadar gegründeten Zeitschrift L’Aéronaute und Generalagent der Société d’encouragement pour la locomotion aérienne au moyen d’appareils plus lourds que l’air (Gesellschaft zur Förderung der Fortbewegung in der Luft mit Hilfe von Maschinen, die schwerer als Luft sind). 1867 veröffentlichte er sein erstes Buch, L’Inventeur, das den Auftakt zu einer langen Reihe von Büchern zu verschiedenen Themen bildete, und arbeitete für Zeitungen wie La Pensée nouvelle oder Le Courrier français.
In Paris schloss er sich republikanischen Kreisen an. Er agitierte gegen das Plebiszit vom 8. Mai 1870. Gleichzeitig war er Mitglied der Molé-Tocqueville-Konferenz. Als am 4. September 1870 die Republik ausgerufen wurde, befand er sich allerdings im Gefängnis.

### Journalismus
Auf Anregung von Léon Gambetta, den er 1867 kennengelernt hatte, übernahm er ab Oktober 1868 die Leitung der Zeitung L’Indépendant du Midi in Nîmes. Zu dieser Zeit war er ein Gegner des zu Ende gehenden Zweiten Kaiserreichs. Seine Artikel und sein Aktivismus brachten ihm drei Verurteilungen ein, darunter eine einmonatige Gefängnisstrafe. Nachdem er im Sommer 1869 die Zeitung verließ – er galt als zu radikal – arbeitete er für die in Montpellier erscheinenden Zeitung Les Droits de l’homme und versuchte 1869 im Departement Gard eine Zeitung der radikalen Demokratie zu gründen.
Als Journalist war er für eine Vielzahl von Zeitungen tätig; darunter Le Rappel, Le Radical und La Lanterne. Er war dabei Privatsekretär und Mitarbeiter des Schokoladefabrikanten und republikanischen Abgeordneten Émile-Justin Menier.
Seine journalistische Tätigkeit führte mehrfach zu Duellen; so 1888 mit dem ehemaligen Polizeipräfekten Louis Andrieux. Von 1889 bis 1909 war er bei Le Siècle, von 1896 bis 1898 bei Journal des débats und von 1903 bis 1905 bei Le Matin beschäftigt. Ab 1910 war er bis zu seinem Tod Leiter des liberalen Journal des économistes. Ab 1911 fungierte er als Direktor der ’Agence économique et financière (der späteren L'Agefi).

### Politik
Guyot wurde ab 1878 mehrmals zum Stadtrat in Paris gewählt. Nach zwei vergeblichen Versuchen zog er bei den Wahlen 1881 in die Abgeordnetenkammer ein, wo er bis 1889 als Vertreter der extremen Linken und ab 1893 der radikalen Linken saß. 1889 wurde er erstmals Minister für öffentliche Arbeiten und Sozialversicherung in der Regierung Tirard. Da die extreme Linke Pierre Tirard misstraute, führte dies zu einer Entfremdung zwischen Guyot und seiner Partei. Auch im Kabinett Freycinet IV behielt er sein Ministeramt. Die Zerwürfnisse zwischen Guyot und seiner politischen Umgebung führten dazu, dass er bei den Wahlen 1893 nicht wieder in das Parlament gewählt wurde. Da er inzwischen eine scharfe antisozialistische Position einnahm und auch als Unterstützer von Alfred Dreyfus bekannt war, fand sich 1898 keine Partei, die ihn unterstützte. Auch spätere Anläufe scheiterten.

### Politische Positionen
Guyot war ein scharfer Gegner konservativer Projekte wie der Ordre moral, war antiklerikal eingestellt und bezeichnete sich als Freidenker.

« Ein Freidenker, der keine Beziehung zu seinem Pfarrer hat, hat auch keinen Streit mit ihm. ... Er hat eine Toleranz, die um so größer ist, je mehr sie von Gleichgültigkeit geprägt ist. Wenn der Priester fanatisch ist, ist es die Pflicht des Freidenkers, nicht fanatisch zu sein. Wenn der Priester sektiererisch ist, muss der Freidenker seine moralische Überlegenheit durch verächtliche Toleranz beweisen. ... Wenn wir uns in unseren Gesetzen vor dem Klerikalismus schützen wollen ..., müssen wir in unseren Sitten laizistisch sein. ... Der Staat hat sich mit religiösen Fragen nur dann zu befassen, wenn sie in den zivilen Bereich eingreifen oder sich mit der Politik vermischen. ... Wir glauben, dass eine Regierung niemals eine Politik des Kampfes betreiben darf. Sie muss eine Politik der Verteidigung betreiben, wenn die Interessen, für die sie verantwortlich ist, angegriffen werden. In religiösen Angelegenheiten darf sie weder eine klerikale noch eine antiklerikale, sondern muss eine laizistische Politik betreiben. »

Er war seit 1874 Mitglied (und 1900 Vorsitzender) der Société d’anthropologie de Paris. Er war 1875 Gründungsmitglied der École d'anthropologie und von 1910 bis 1920 deren Direktor.
Als entschiedener Gegner des Katholizismus gehörte der Antiklerikalismus ständig zu seinem Programm. Die Dreyfus-Affäre hielt er für eine jesuitische Verschwörung.

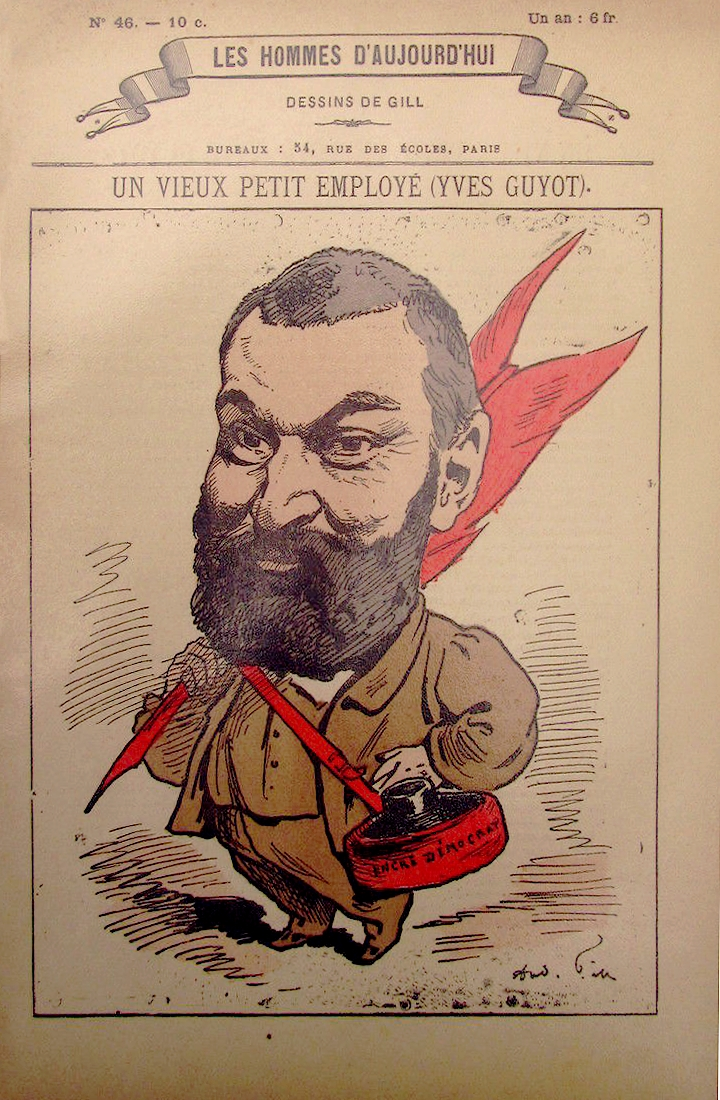
Yves Guyot, „Un vieux petit employé“, Karikatur von André Gill für „Les Hommes d'aujourd’hui“ Nr. 46 (1879)

Guyot legte sich regelmäßig mit der Pariser Polizeipräfektur an. Beispielsweise prangerte er 1876 die Willkür der Sittenpolizei in einem Artikel in der Les Droits de l'homme an, was ihm sechs Monate Gefängnis, 3000 Francs Geldstrafe und der Zeitung die Schließung einbrachte. Nach der Haft führte er seine Angriffe weiter; zum Teil unterschrieb er seine Artikel nun als „le vieux petit employé“ (der alte kleine Angestellte). Guyot vertrat auch feministische und abolitionistische Positionen. Von 1914 bis 1920 war er Vorsitzender der Internationalen Abolitionistischen Föderation.
Ab 1879 widmete er sich den unhaltbaren Zuständen in den damals als Irrenanstalten bezeichneten psychiatrische Kliniken; eine Aktion, die ihm weit weniger Aufmerksamkeit einbrachte als der Kampf für die Rechte der Prostituierten. Ab 1884 veröffentlichte er Artikel gegen die französische Kolonialpolitik. In der Dreyfus-Affäre verteidigte er den inhaftierten Hauptmann Dreyfus rückhaltlos.
Nachdem er seine politische Karriere als radikaler Linker begonnen hatte, wurde er mit der Zeit zu einem radikalen Gegner jeglicher Form des Sozialismus. Beispielsweise prangerte er Beihilfen für Streikopfer an. Nach dem Ersten Weltkrieg wurden seine Angriffe vor allem gegen den Bolschewismus immer schärfer. In gleichem Maße entwickelte er ein zunehmend liberaler gesinntes Weltbild. Guyot zufolge sind politische und wirtschaftliche Freiheiten untrennbar miteinander verbunden. So erwähnte sein Wahlprogramm 1881 die Gewissens-, Vereins-, Versammlungs- und Pressefreiheit und „forderte die liberale Ratifizierung von Handelsverträgen, die in einer bestimmten Zukunft den absoluten Freihandel gewährleisten“ und „die Notwendigkeit, die Aufgaben des Staates streng festzulegen, um die allgemeinen Kosten der Nation zu senken und der Privatinitiative ihre maximale Macht zu sichern.“ 1889 agitierte er zum Beispiel gegen Schutzrechte für Arbeiterinnen (Verbot von Nachtarbeit), da „die Aufgabe, die Schwachen vor den Starken zu schützen ... nicht die Rolle oder Aufgabe des Staates in einer freien Regierung ist.“ In Le Siècle und Le Matin und später im Journal des économistes pries er die Vorzüge des Liberalismus. Dort lehnte er alle Pläne für staatliche Eingriffe in das wirtschaftliche und soziale Leben, staatliche Monopole und alle Sozialgesetze ab – wie zum Beispiel die Gesetze über die Arbeitszeit, die Pflichtversicherung, die wöchentliche Ruhezeit oder den Mindestlohn. Das Arbeitsministerium war seiner Meinung nach nur ein „Polizeiministerium“ mit seinen Vorschriften und Inspektoren, die die Unternehmen schikanieren würden.
Guyot war Pazifist, möglicherweise hauptsächlich deswegen, weil er der Meinung war, dass Frieden der Wirtschaft förderlich sei.

## Werke (Auswahl)
- L’Inventeur. Librairie A. Lechevalier, Paris 1867 (s:fr:Livre:Guyot - L'Inventeur.djvu).
- Nos préjugés politiques. Librairie de la Bibliothèque démocratique, Paris 1872 (free.fr [PDF]).
- Le Boulangisme. 1888 (s:fr:Le Boulangisme).
- Les Principes de 89 et le socialisme. C. Delagrave, Paris 1894 (s:fr:Les Principes de 89 et le Socialisme).
- L’affaire Dreyfus. Les Raisons de Basile. P.V. Stock, Paris 1899 (Digitalisat auf Gallica).
- Le Commerce et les Commerçants. O. Doin et fils, Paris 1909 (Digitalisat auf Gallica).
- Politique parlementaire et politique atavique. Félix Alcan, Paris 1924.